# 貝爾港
贝尔港（英語：Port Bell）是乌干达大坎帕拉都市圈的小型工业中心。贝尔港有一条铁路线與一个铁路渡輪碼頭，用於跨維多利亞湖來往坦桑尼亚與肯尼亚的国际交通。

## 地理位置
贝尔港位於坎帕拉市五个縣之一的那卡哇縣。贝尔港是坎帕拉市东南部大卢兹拉地区的一个分区。贝尔港位於维多利亚湖狭窄的入口的尽头、乌干达首都兼最大城市坎帕拉中央商务区（經由陸路）以东南约11（6.8英里）。贝尔港的地理坐标为00°17′20″N 32°39′13″E / 0.28889°N 32.65361°E。

## 概述
贝尔港以於1906年起負責英国在乌干达利益管理工作的专员亨利·赫斯克思·贝尔命名。
維多利亞湖渡輪以贝尔港為樞紐碼頭，提供來往坎帕拉和维多利亚湖其他鐵路樞紐城市（包括金賈、基蘇木、穆索馬與姆万扎）的港口的鐵路服務 。
1901年乌干达铁路第一阶段完工时，铁路起点位於基苏木，从贝尔港乘船需要12小时。渡轮在贝尔港和基苏木之间跨湖运货。到了1931年，铁路主线从纳库鲁延長到坎帕拉，然後再到贝尔港。

## 工業
烏干達啤酒廠有限公司是東非啤酒廠有限公司的子公司，在贝尔港拥有一家啤酒厂和一家酿酒厂以製造烏干達瓦拉吉。

## 景點
贝尔港市内或附近的景点包括：
- 卢兹拉最高安全級別监狱——可容纳20,000名囚犯，其中包括约500名死囚[13]。
- 西普拉優質化工有限公司（英语：Uganda Breweries Limited）——价值4000万美元，是撒哈拉以南非洲唯一一家生产三联抗反轉錄病毒藥物的工厂[14]。
- 烏干達啤酒廠有限公司——东非啤酒厂的子公司、乌干达瓦拉吉（一种三重蒸馏琴酒）與贝尔啤酒的生產商[11][12]。
- 贝尔港——纳鲁巴爾湖（即維多利亞湖）沿岸港口，负责來往肯尼亚基苏木與坦桑尼亚姆万扎、穆索马的客运與货运渡輪服務。该港口正在进行为期两年的升级改造[1]。

## 航空旅遊
1930年至1950年间，贝尔港是帝國航空飛行艇由南安普敦往约翰内斯堡瓦爾水壩的客运兼郵政航线的着陆点。贝尔港连接喀土穆與基苏木。贝尔港附近的银泉酒店（Silver Springs Hotel）最初由英國海外航空建造，作为长途航班乘客在航班途中的休息站。第二次世界大战期间，贝尔港也在开罗與利伯维尔之間的航线上。

## 外部連結
- 關於贝尔港（2009年） （页面存档备份，存于）